# Kaliwerk Walbeck

Lageplan der Werksanlagen im Jahr 1906

Das Kaliwerk Walbeck ist ein ehemaliges Bergwerk mit angegliederter Fabrikanlage zur Produktion von Kalidüngesalzen in Walbeck, Landkreis Börde in Sachsen-Anhalt.
Unmittelbar vor und während des Zweiten Weltkrieges existierte eine unterirdische Rüstungsfabrikation. Von einem Außenlager des Konzentrationslagers Buchenwald in der Nähe der Schachtanlage aus wurden in den letzten Kriegsjahren Zwangsarbeiter in den Anlagen eingesetzt.

## Geologie

### Die Entstehung des Salzstocks im oberen Allertal
Der Salzstock des oberen Allertales ist eine von etwa 200 bekannten Lagerstätten dieser Art in Norddeutschland. Die Salzschichten, aus denen dieser entstand, bildeten sich zur Zeit des Zechsteins vor rund 260 Millionen Jahren, als Meerwasser in einem flachen Becken verdunstete. Dieser Vorgang wiederholte sich mehrere Male, so dass durch Übersättigungs- und Fällungsprozesse verschiedene Wechsellagen von Steinsalz, Kalisalzen und Anhydrit entstanden. Später wurden die Salzschichten durch weitere Ablagerungen überdeckt und liegen heute in etwa 3000 m Teufe. In einer Schwächezone zwischen zwei Gebirgsschollen haben die Salze die Hangendschichten des Buntsandsteins durchstoßen (→ Halokinese). Das Salz im oberen Teil des Salzstockes wurde durch das Grundwasser gelöst und fortgeschwemmt. Zurück blieben schwerlöslicher Anhydrit und Ton. Diese bildeten den sogenannten Gipshut über der eigentlichen Salzlagerstätte.

### Geographische Lage und Ausdehnung
Der Salzstock des oberen Allertals erstreckt sich entlang des Urstromtales der Aller etwa 10 km östlich von Helmstedt in südöstlich-nordwestlicher Richtung über eine Länge von etwa 40 bis 50 km von Eilsleben in Sachsen-Anhalt bis nach Grasleben in Niedersachsen. Die Breite beträgt im Mittel 2 km. Die westliche Begrenzung bildet der Lappwald. Es wird angenommen, dass der Salzstock von Rothenfelde die Fortsetzung eines Zechsteinsattels bildet, zu dem auch der Salzstock des oberen Allertals gehört.

### Mineralogie
Das Deckgebirge über dem Salzstock wird aus Tonschichten des Pleistozän gebildet. Der Salzspiegel liegt in etwa 300 Meter Teufe. Der Salzstock besteht hauptsächlich aus Steinsalz mit Anhydrit- und Kalisalz-Einlagerungen, die aus Sylvin, Sylvinit, Hartsalzen oder Carnallit bestehen können. Die Salzlagerstätte ist tektonisch sehr stark gefaltet.

## Geschichte und Technik

### Aufschlussgeschichte
Die Entstehung des Kaliwerkes Walbeck geht auf den Kaufmann Gerhard Korte zurück. Korte gründete 1889 die Bohrgesellschaft Gott mit uns, um zwischen Weferlingen und Eilsleben nach Kalisalzen zu suchen. Nachdem die Probebohrungen bei Walbeck und Beendorf von Erfolg gekrönt waren, kaufte Korte die stillgelegte, 1000-teilige Gewerkschaft Burbach im Siegerland, um sie nach Beendorf zu verlegen. Dieses war ein juristischer Trick, um den preußischen Staatsvorbehalt zu umgehen.
Von 1897 bis 1899 brachte die Gewerkschaft Burbach als ersten Kalischacht bei Beendorf den Schacht Marie nieder.

### Schachtanlage Walbeck (Gerhard)

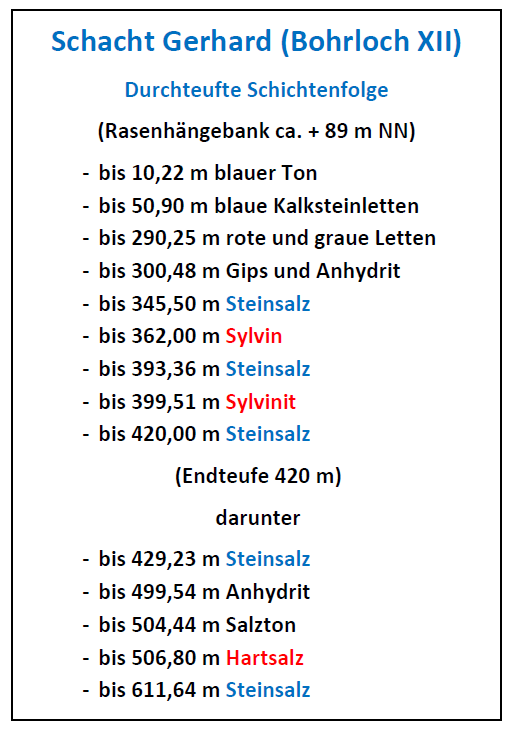
Geologisches Profil des Schachtes Gerhard

Im August 1902 begannen die Arbeiten am Schacht II der Gewerkschaft Burbach an der Stelle des Bohrloches XII. Dieser wurde nach Korte selbst Schacht Gerhard benannt.  Bis 65 Meter Teufe traten Wasserzuflüsse auf, die mit einem in 84 Meter reichenden, eisernen Tübbingausbau erfolgreich abgedichtet werden konnten. Betrug die Schachttiefe am 1. Januar 1903 noch 54 Meter, so waren bereits am Jahresende 262 Meter erreicht. Dort stand der Schacht in wasserfreien Ton- und Gipsschichten. Nachdem zwischen 290 und 301 Meter Teufe fester Anhydrit durchteuft wurde, wurde am 3. Februar 1904 das jüngere Steinsalz erreicht. In einer Teufe von 346 Meter wurde das erste, aus Sylvin, Sylvinit und Hartsalz bestehende Kalilager angetroffen. Es hatte eine Mächtigkeit von 17 Metern und fiel mit 33 gon ein. Dort wurden zunächst zur weiteren Erkundung drei Strecken mit einem seigeren Abstand von 9 Metern (bei 343, 352 und 361 Meter Teufe) und einer streichenden Länge von 35 Metern aufgefahren. Dabei wurde das Kalilager in unveränderter Qualität nachgewiesen.
Offensichtlich führten die guten Salzaufschlüsse im Schacht Gerhard zu einer Feldesabtretung von 28,6 Millionen m² (13 preußische Normalfelder) in den damaligen Gemeinden Bischofswald, Döhren, Groß Bartensleben, Walbeck und Weferlingen und der Gründung der eigenständigen Gewerkschaft Walbeck im März 1904. Dabei verblieb die Majorität von 550 der 1000 Kuxe der Gewerkschaft Walbeck in den Händen der Gewerkschaft Burbach. Der Vorstand wurde durch das Ehepaar Korte (Vorsitzender Gerhard Korte) aus Magdeburg, sowie Dr. Adolph List aus Magdeburg und Bankdirektor H. Willers aus Essen gebildet. Die handelsgerichtliche Eintragung erfolgte im Juni 1904.
Der Schachtbau wurde unter der Regie der Gewerkschaft Burbach fortgesetzt. Nach der Aufstellung des stählernen Fördergerüstes gingen die Arbeiten weiter gut voran und Ende 1904 wurde die projektierte Endteufe von 420 Metern erreicht. Die Schacht stand bis 406 Meter in Ziegelmauerung, Füllorte wurden bei 360 und 420 Meter Teufe angesetzt. Von den Fördersohlen wurden anschließend Querschläge zu Felde getrieben. Auf der 360-m-Sohle wurden auf einer streichenden Länge von 128 Metern insgesamt vier Kalilager angefahren. Die Mächtigkeiten betrugen 27, 17, 6 und 2 Meter, die Kaliumchlorid-Gehalte zwischen 20 und 48 %.
Da das hochprozentige Sylvinlager auch auf der 420-Meter-Sohle nachgewiesen wurde, konnte eine Pfeilerhöhe von 60 Metern für die Abbauplanung vorgesehen werden. Weiterhin bestand auf dieser Sohle 96 Meter westlich vom Schacht ein 27 Meter mächtiges Carnallitflöz mit 20 % KCl. Die Vorrichtung war zu Anfang des Jahres 1906 soweit abgeschlossen, so dass das die Kalivorkommen planmäßig in Verhieb genommen werden konnten.
Trotz der Ausgründung der Gewerkschaft Walbeck war sie bis Ende 1909 in der Beteiligungsziffer der Gewerkschaft Burbach am Deutschen Kalisyndikat inbegriffen. Aus betriebswirtschaftlicher Sicht bestand ein Pachtverhältnis zwischen der Schachtanlage Walbeck und der Gewerkschaft Burbach.

#### Technische Ausstattung und Betriebsablauf
Die Schachtanlage Walbeck verfügte über eine Hauptförderung mit einer ventilgesteuerten Zwillingsdampffördermaschine und 368 kW (500 PS) Leistung. Bei 2,4 Tonnen Nutzlast und 70 Förderspielen konnten in der Schicht 168 Tonnen gefördert werden. Die Nebenförderung hob 0,6 Tonnen Nutzlast und konnte bei 12 Förderspielen pro Schicht 7,2 Tonnen fördern. Über den 8,75 Meter über der Rasenhängebank gelegenen Wagenumlauf wurde das Rohsalz den beiden Mahlsystemen mit insgesamt 1.500 Tonnen Tagesleistung zugeführt. Das Mahlgut wurde direkt in Eisenbahnwaggons verladen, der Zechenbahnhof war über ein Nebengleis direkt mit der Bahnstrecke Helmstedt–Oebisfelde verbunden.
Neben dem Schacht stand ein elektrischer Grubenlüfter, der 2500 m³ verbrauchte Wetter pro Stunde aus der Grube absaugte.
Zur Energieversorgung stand ein Kesselhaus mit sechs Dampfkesseln, sowie eine elektrische Zentrale mit einer 500 PS (368 kW) und einer 300 PS (221 kW) starken Dampfmaschine und jeweils gekoppelten Generatoren zur Verfügung.
Weiterhin bestanden auf der 68.158 m² großen Schachtparzelle Kauen-, Büro-, Werkstatt- und Lagergebäude. Die Kaue war mit der Schachthalle über eine geschlossene Brücke verbunden.
In der Folgezeit wurde noch eine Chlorkaliumfabrik zur Verarbeitung der Carnallititsalze errichtet. Betreiber war die Chemische Fabrik Walbeck GmbH, eine hundertprozentige Tochter der Gewerkschaft Walbeck. Die Endlaugen flossen über eine gemeinsame Leitung mit den Nachbarbergwerken Braunschweig-Lüneburg, Bartensleben in die Elbe.

### Schachtanlage Buchberg
In der Gewerkenversammlung vom 12. Dezember 1908 wurde der Beschluss gefasst, einen zweiten Tagesschacht abzuteufen. Der Schacht Buchberg wurde 1913 mit einer Endteufe von 520 Metern fertiggestellt.

### Stilllegung und Nachnutzung
Der Betrieb des Kaliwerkes Walbeck wurde 1925 eingestellt. Die beiden Schachtanlagen Walbeck (Gerhard) und Buchberg blieben dabei offen. Mitte der 1930er-Jahre wurde in den Grubenräumen eine Rüstungsproduktion der Wehrmacht eingerichtet, die ab 1944 massiv unter der Einbeziehung von KZ-Häftlingen ausgebaut wurde. Unter anderem wurden unter Tage Motoren des Braunschweiger Unternehmens Büssing-NAG gefertigt. Der Schacht Walbeck erhielt dabei den Decknamen Gazelle I und der Schacht Buchberg Gazelle II.
Sowjetische Pioniere sprengten am 26. Oktober 1946 beide Schachtanlagen. Dabei entstand am Schacht Walbeck ein Trichter, die in den Schacht stürzenden Massen dichteten diesen ab. Trotzdem drangen Wassermassen über den Schacht Buchberg in die Grube ein und ließen diese ersaufen. Befürchtungen des Übertritts der Lauge in die Werke Braunschweig-Lüneburg und Bartensleben erfüllten sich nicht.
Sämtliche Tagesanlagen wurden abgerissen und die Zechengelände eingeebnet.

## Heutiger Zustand (2012)
An den Schacht Walbeck unmittelbar an der Bahnstrecke Helmstedt-Oebisfelde und der sachsen-anhaltisch/niedersächsischen Landesgrenze, sowie nordwestlich der heutigen Quarzwerke Weferlingen erinnert nur noch der wassergefüllte Einbruchskrater der Schachtröhre.
Der nordwestlich von Walbeck gelegene Schacht Buchberg ist noch an seinem aufgemauerten Schachtverschlussbauwerk zu erkennen.
Auf der niedersächsischen Seite in Grasleben an der Walbecker Straße besteht die ehemalige Wohnkolonie der Bergleute des Kaliwerks Walbeck.